# Adenomera marmorata
Adenomera marmorata es una especie de anfibio anuro de la familia Leptodactylidae. Es endémica de Brasil.